# Barbara H. Rosenwein
Barbara Herstein Rosenwein (Chicago, 1 maart 1945) is een Amerikaanse historica en mediëvist en is emeritus hoogleraar aan de Loyola-universiteit Chicago.

## Carrière
Rosenwein studeerde aan de Universiteit van Chicago en wist daar zowel haar master als haar PhD (1974) te behalen. Haar onderzoek kende vier verschillende fasen. Ze concentreerde zich allereerst op de abdij van Cluny, vervolgens op de immuniteiten van de middeleeuwen, in de derde fase op de geschiedenis van de emotie en in de laatste fase op verscheidene overzichtswerken over de middeleeuwen.
Vanaf 2009 was Rosenwein ook verbonden aan het Centre for the History of the Emotion van de Queen Mary-universiteit van Londen. Verder was ze als gastdocent verbonden aan diverse instituten, waaronder de Universiteit Utrecht.

## Geselecteerde bibliografie
- The Middle Ages in 50 Objects, i.s.m. Elina Gertsman (Cambridge: Cambridge University Press, 2018).
- What Is the History of Emotions?, i.s.m. Riccardo Cristiani (Cambridge: Polity Press, 2017).
- Generations of Feeling: A History of Emotions, 600-1700 (Cambridge: Cambridge University Press, 2015).
- Emotional Communities in the Early Middle Ages (Ithaca: Cornell University Press, 2006; paperback, 2007).
- Negotiating Space: Power, Restraint, and Privileges of Immunity in Early Medieval Europe (Ithaca, New York: Cornell University Press, 1999).
- To Be the Neighbor of St. Peter: The Social Meaning of Cluny's Property, 909-1049 (Ithaca, New York: Cornell University Press, 1989).
- Anger's Past: The Social Uses of an Emotion in the Middle Ages, redacteur (Ithaca, 1998).
- Rhinoceros Bound: Cluny in the Tenth Century (Pennsylvania: University of Pennsylvania Press, 1982).